# Park Narodowy Bahuaja Sonene
Park Narodowy Bahuaja Sonene (hiszp. Parque nacional Bahuaja Sonene) – park narodowy w Peru położony w regionach Madre de Dios (prowincja Tambopata) i Puno (prowincje Carabaya i Sandia). Został utworzony 17 lipca 1996 roku i zajmuje obszar 10 914,16 km². W 2008 roku został zakwalifikowany przez BirdLife International jako ostoja ptaków IBA. Od wschodu graniczy z boliwijskim Parkiem Narodowym Madidi.

Położenie parku na mapie Peru

## Opis
Park znajduje się w Amazonii, na wschodnich zboczach Andów, na wysokościach od 200 do 2440 m n.p.m. Główne rzeki to Tambopata, Madre de Dios i Heath. Środkową część parku zajmuje sawanna, a jego obrzeża puszcza amazońska.
Średnie roczne opady w parku wynoszą 2400 mm. Średnia roczna temperatura to +30 °C.

## Flora
W parku rosną narażone na wyginięcie (VU) cedrzyk wonny i orzesznica wyniosła, a także drzewa z rodzaju cekropka i rodziny helikoniowatych oraz m.in.: Hevea guianensis, Cedrelinga cateniformis, mahoniowiec wielkolistny. Występują różne gatunki roślin z rodzin storczykowatych i bromeliowatych, a także m.in.: alokazja Sandera, złotorost ścienny.
Na sawannie rosną grupy palm z gatunków takich jak np.: Mauritia flexuosa, Iriartea deltoidea, Oenocarpus bataua i różne gatunki z rodzaju Euterpe. W najwyższej części parku występują karłowate lasy składające się z krzewów i niewielkich drzew.

## Fauna
W parku zarejestrowano ponad 600 gatunków ptaków. Są to narażona na wyginięcie (VU) harpia wielka, a także m.in.: harpia gujańska, kondor królewski, warzęcha różowa, kolibrzyk białobrewy, preriówek białobrody, epoletówka, stokóweczka szmaragdowa, ara zielonoskrzydła, ara ararauna, ara niebieskogłowa, smukłodziobek andyjski, tukan wielki, rudokurka kropkowana.
Szacuje się, że żyje tu ponad 180 gatunków ssaków takich jak zagrożona wyginięciem (EN) arirania amazońska, narażone na wyginięcie (VU) jeleniak bagienny, zębolita olbrzymia, czepiak czarny, tapir amerykański i mrówkojad wielki, a także m.in.: pakożer leśny, wilczek krótkouchy, pampasowiec grzywiasty, jaguar amerykański, majkong krabożerny, ocelot wielki, jaguarundi amerykański, wyjec rudy.
Stwierdzono występowanie w parku ponad 50 gatunków gadów i płazów. Są to narażona na wyginięcie (VU) Podocnemis unifilis, a także m.in.: kajman czarny, kajman okularowy, anakonda zielona.